# Gascon (Rebsorte)
Gascon ist eine Rotweinsorte. Sie stammt aus dem Département Yonne in Frankreich, In Frankreich wird sie in kleinen Beständen an der Loire kultiviert. In Australien wurde die Rebsorte irrtümlich Gros Cabernet genannt.
Vor der Reblauskatastrophe war die Sorte in den Départements Yonne und Aube beliebt. In den nördlichen Anbaugebieten kam die Sorte selten zur Vollreife und ergab alkoholarme Weine, die den Weinhändlern in Paris zur Streckung südlicher Rotweine dienten.
Gascon ist auch ein Synonymname der Rebsorte Mondeuse, mit der sie jedoch nicht verwandt ist.
Siehe auch die Artikel Weinbau in Frankreich und Weinbau in Australien sowie die Liste von Rebsorten.

## Synonyme
Die Rebsorte Gascon ist auch unter den Namen Arribet (insbesondere an der Gascogne), Arrivet, Beaugency, Brumeau, Cayla, Caylar, Doyen Noir, Franc Noir de l’Yonne, Franc Noir du Gâtinais, Gros Cabernet (irrtümlich in Australien, nicht zu verwechseln mit der Rebsorte Gros Cabernet), Haute-Plaine, Larriver, Larrivet, Morineau, Plant de Moret und Rochelle Noir bekannt.

## Ampelographische Sortenmerkmale
In der Ampelographie wird der Habitus folgendermaßen beschrieben:
- Die Triebspitze ist weißwollig behaart und von hellgrüner bis karminroter Farbe. Die grünen Jungblätter sind leicht wollig behaart.
- Die mittelgroßen Blätter sind ganz oder dreilappig und schwach gebuchtet (siehe auch den Artikel Blattform). Die Stielbucht ist lyrenförmig geschlossen. Das Blatt ist stumpf gezahnt. Die Zähne sind im Vergleich zu anderen Rebsorten eng gesetzt. Im Herbst verfärbt sich das Laub rötlich.
- Die walzenförmige Traube ist klein bis mittelgroß und dichtbeerig. Die rundlichen Beeren sind mittelgroß (im Mittel 1,9 Gramm) und von schwarz-blauer Farbe.

Die Sorte reift ca. 20 Tage nach dem Gutedel und gilt somit bereits als spätreifend. Gascon ist eine Varietät der Edlen Weinrebe (Vitis vinifera). Sie besitzt zwittrige Blüten und ist somit selbstfruchtend. Beim Weinbau wird der ökonomische Nachteil vermieden, keinen Ertrag liefernde, männliche Pflanzen anbauen zu müssen.